# Mihai Tänzer

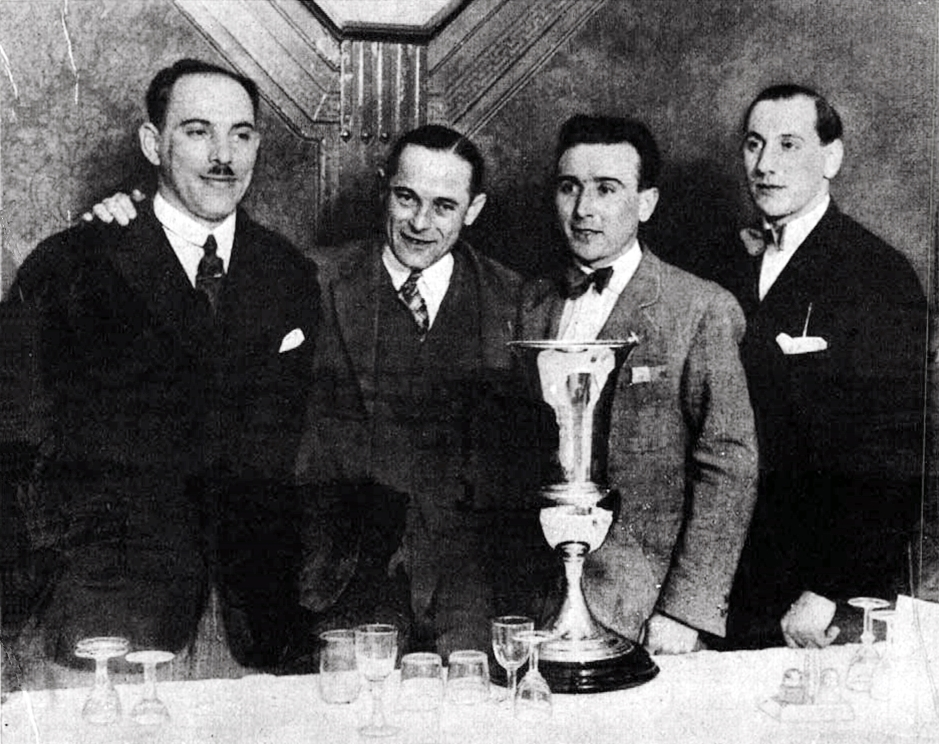
Die historische Fotografie zeigt eine Gruppe von vier ungarischen Fußballspielern -- Takács József, Obitz Gábor, Táncos Mihály und Takács Géza -- die gemeinsam um einen Pokal versammelt sind.

Mihai Tänzer oder – ungarisch – Táncos Mihály (* 7. Februar 1905 in Temesvár, Königreich Ungarn, Österreich-Ungarn; † 22. September 1993 in Cluj-Napoca, Kreis Cluj) war ein rumänischer und ungarischer Fußballspieler und -trainer banatschwäbischer Abstammung. Er bestritt insgesamt 219 Partien in der ungarischen Nemzeti Bajnokság und der rumänischen Divizia A. Außerdem nahm er an den Olympischen Spielen 1924 teil.

## Karriere als Spieler
Mihai Tänzer begann mit dem Fußballspielen in seiner Heimatstadt Temesvár zunächst bei TVSC, später bei RGMT. Im Jahr 1921 wechselte er zu Chinezul Timișoara, dem erfolgreichsten rumänischen Verein der 1920er-Jahre. Mit Chinezul konnte Tänzer von 1922 bis 1927 sechs Meisterschaften in Folge gewinnen – ein bis heute unübertroffener Rekord.
Nach einem kurzen Intermezzo bei Fulgerul Chișinău wechselte er im Jahr 1929 nach Ungarn zu Ferencváros Budapest, das in der höchsten ungarischen Spielklasse, der Nemzeti Bajnokság, antrat. Mit Ferencváros konnte Tänzer dreimal die ungarische Meisterschaft, zweimal den ungarischen Pokal und einmal den Mitropapokal gewinnen. Nach zehn erfolgreichen Jahren kehrte er im Jahr 1939 nach Rumänien zurück und schloss sich Ripensia Timișoara an, wo er als Spielertrainer fungierte. Dadurch kam Tänzer am 1. Oktober 1939 im Alter von 34 Jahren zu seinem Debüt in der höchsten rumänischen Spielklasse, der Divizia A. Im Jahr 1941 beendete er seine aktive Laufbahn.

### Nationalmannschaft
Mihai Tänzer bestritt zehn Partien für die rumänische Fußballnationalmannschaft und erzielte dabei ein Tor. Seinen ersten Einsatz hatte er am 2. September 1923 gegen Polen. Im Jahr 1924 stand er im Aufgebot für das Fußballturnier bei den Olympischen Spielen in Paris und kam im Spiel gegen die Niederlande zum Einsatz.
Nach seinem Wechsel zu Ferencváros Budapest im Jahr 1929 nahm Tänzer die ungarische Staatsangehörigkeit an und spielte von 1930 bis 1932 unter dem Namen Táncos Mihály für die ungarische Fußballnationalmannschaft. Dabei kam er auf fünf Einsätze und erzielte ein Tor. Seinen Einstand feierte er am 13. April 1930 gegen die Schweiz.

## Karriere als Trainer
Bereits während seiner Zeit bei Ripensia Timișoara war Tänzer als Spielertrainer in der Divizia A aktiv. Im Jahr 1942 wechselte er zu UDR Reșița, das er bis 1947 betreute. Von 1950 bis 1952 betreute er Dinamo Orașul Stalin, mit dem er 1950 den Aufstieg in die Divizia A schaffte, später trainierte er Avântul Toplița und Dermata Cluj.

## Erfolge

### Als Spieler
- Teilnehmer an Olympischen Spielen: 1924
- Rumänischer Meister: 1922, 1923, 1924, 1925, 1926, 1927
- Ungarischer Meister: 1932, 1934, 1938
- Ungarischer Pokalsieger: 1933, 1935
- Mitropapokalsieger: 1937

### Als Trainer
- Aufstieg in die Divizia A: 1950